# 上鼎信号場
上鼎信号場（サンジョンしんごうじょう）または上鼎駅（サンジョンえき）は、大韓民国江原特別自治道三陟市にある韓国鉄道公社 (KORAIL) 嶺東線の駅である。

## 駅構造
- 島式ホーム1面2線の地上駅。

## 歴史
- 1940年7月31日：開業。
- 2008年3月10日：旅客取扱中止。

## 隣の駅
韓国鉄道公社
嶺東線
新基駅 - 上鼎信号場 - (未老駅) - (桃京里信号場) - 東海駅